# Renaud Pangrazio
Renaud Pangrazio (30 april 1988) is een Belgisch hockeyer.

## Levensloop
Pangrazio begon zijn hockeycarrière bij Amicale Anderlecht HC. Vervolgens ging hij aan de slag bij KHC Leuven en later bij de  Waterloo Ducks HC. Na vier seizoen bij laatstgenoemde club sloot hij in 2021 opnieuw aan bij zijn jeugdclub.
Daarnaast was hij actief bij het Belgisch veldhockey- en zaalhockeyteam. In het veldhockey nam hij onder meer deel aan het Europees kampioenschap van 2011. Indoor maakte hij onder meer deel uit van de selecties voor de Europese kampioenschappen van 2018 en 2020, alsook voor het wereldkampioenschap van 2018.